# Степановка (Мордовия)
Степановка — деревня в Атюрьевском районе Республики Мордовия. Входит в состав Кишалинского сельского поселения.

## История
В «Списке населённых мест Тамбовской губернии за 1866» Степановка владельческая деревня из 58 дворов входящая в состав Темниковского уезда.

## Население
| 2002 | 2010 |
| ---- | ---- |
| 44   | ↘28  |

Национальный состав
Согласно результатам Всероссийской переписи населения 2002 года, в национальной структуре населения русские составляли 77 %.